# Estrada Romana do Alqueidão da Serra
A Estrada Romana do Alqueidão da Serra, ou Troço da Via Romana em Alqueidão da Serra, localiza-se na freguesia de Alqueidão da Serra, no município de Porto de Mós, em Portugal.
A Estrada Romana de Alqueidão da Serra está classificada como Imóvel de Interesse Público desde 1990.

## Descrição
A estrada tem 100 m de comprimento e 4 m de largura máxima, e foi construída entre os séculos I a.C. e I d.C., tendo sido criada para facilitar o escoamento de ferro extraído nos Vieiros na Figueirinha e Zambujal, e vai até Tomar, pela Bouceiros.
No local permanece até hoje o traçado da estrada Romana de Carreirancha. Foi este o caminho que conduziu Nuno Álvares Pereira ao Campo Militar na véspera da Batalha de Aljubarrota em 14 de agosto de 1385. 